# John Mair
John Mair (ur. 20 listopada 1963) – jamajski lekkoatleta specjalizujący się w biegach sprinterskich, uczestnik letnich igrzysk olimpijskich w Seulu (1988).

## Sukcesy sportowe
- mistrz Jamajki w biegu na 100 metrów – 1990[1]

| Rok  | Miasto          | Zawody                                   | Konkurencja                                    | Wynik                     |
| ---- | --------------- | ---------------------------------------- | ---------------------------------------------- | ------------------------- |
| 1987 | Caracas         | mistrzostwa Ameryki Środkowej i Karaibów | sztafeta 4 × 100 m bieg na 100 m bieg na 200 m | złoty medal brązowy medal |
| 1987 | Rzym            | mistrzostwa świata                       | sztafeta 4 × 100 m                             | brązowy medal             |
| 1987 | Indianapolis    | igrzyska panamerykańskie                 | sztafeta 4 x 100 m                             | brązowy medal             |
| 1988 | Seul            | igrzyska olimpijskie                     | sztafeta 4 × 100 m                             | 4. miejsce                |
| 1990 | Auckland        | igrzyska Wspólnoty Narodów               | sztafeta 4 × 100 m sztafeta 4 × 400 m          | brązowy medal             |
| 1991 | Xalapa-Enríquez | mistrzostwa Ameryki Środkowej i Karaibów | bieg na 100 m sztafeta 4 × 100 m               | złoty medal brązowy medal |
| 1991 | Tokio           | mistrzostwa świata                       | sztafeta 4 × 100 m                             | 6. miejsce                |

## Rekordy życiowe
- bieg na 100 metrów – 10,18 – Kingston 21/03/1992
- bieg na 200 metrów – 20,73 – Charleston 13/04/1985
- bieg na 200 metrów (hala) – 20,86 – Toronto 13/03/1993